# Ambin
Der Ambin (französisch: Ruisseau d’Ambin) ist ein kleiner Gebirgsfluss im Südosten Frankreichs, der im Département Savoie der Region Auvergne-Rhône-Alpes, nahe der Grenze zu Italien, in den Cottischen Alpen, etwa auf halbem Weg zwischen den Städten Grenoble und Turin verläuft.

## Geographie

### Verlauf
Der Ambin entspringt im südwestlichen Abschnitt des Bergmassivs Mont Cenis aus dem gleichnamigen Bergsee Lac d’Ambin, unterhalb des Col d’Ambin (2899 m), knapp an der italienischen Grenze, entwässert generell Richtung Nordwesten durch ein kaum besiedeltes Hochtal im Gemeindegebiet von Val-Cenis und mündet nach insgesamt rund 17 Kilometern beim Ort Bramans als linker Nebenfluss in den Arc.

### Orte am Fluss
(Reihenfolge in Fließrichtung)
- Refuge d’Ambin, Gemeinde Val-Cenis
- Le Planey, Gemeinde Val-Cenis
- Villette, Gemeinde Val-Cenis
- Bramans, Gemeinde Val-Cenis